# Pfarrkirche Breitenwaida

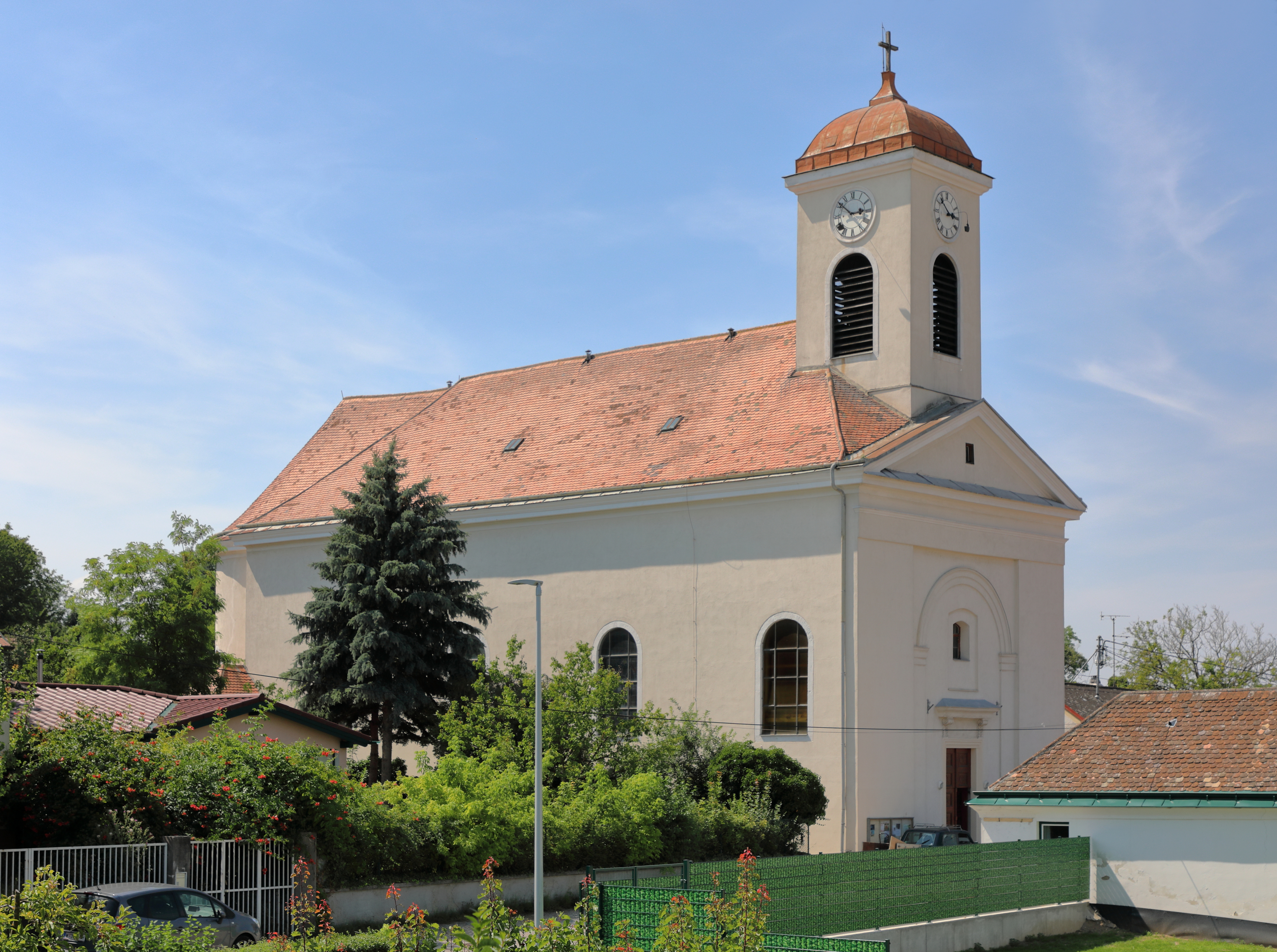
Südostansicht der Pfarrkirche Mariä Heimsuchung

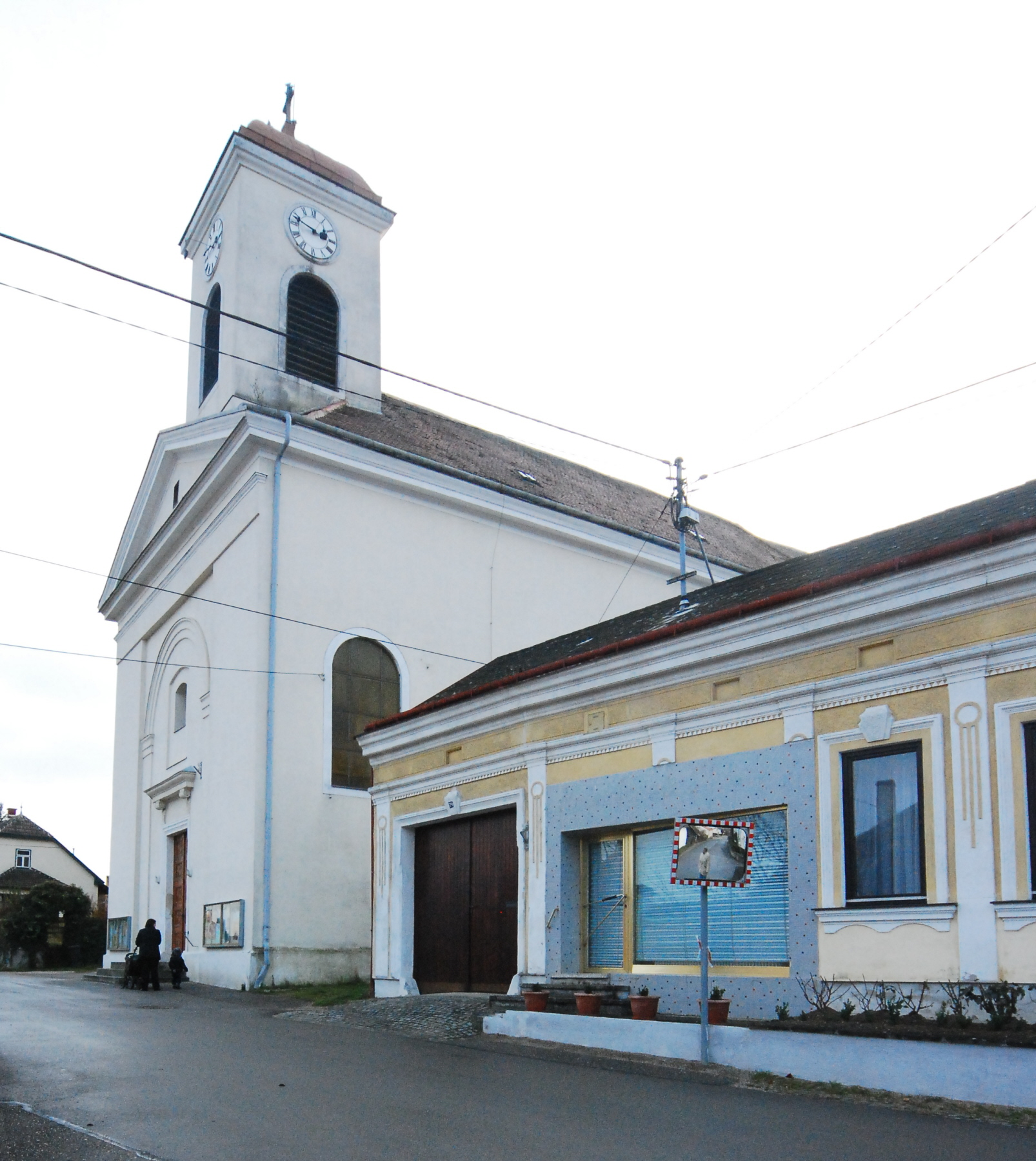
Nordostansicht der Pfarrkirche

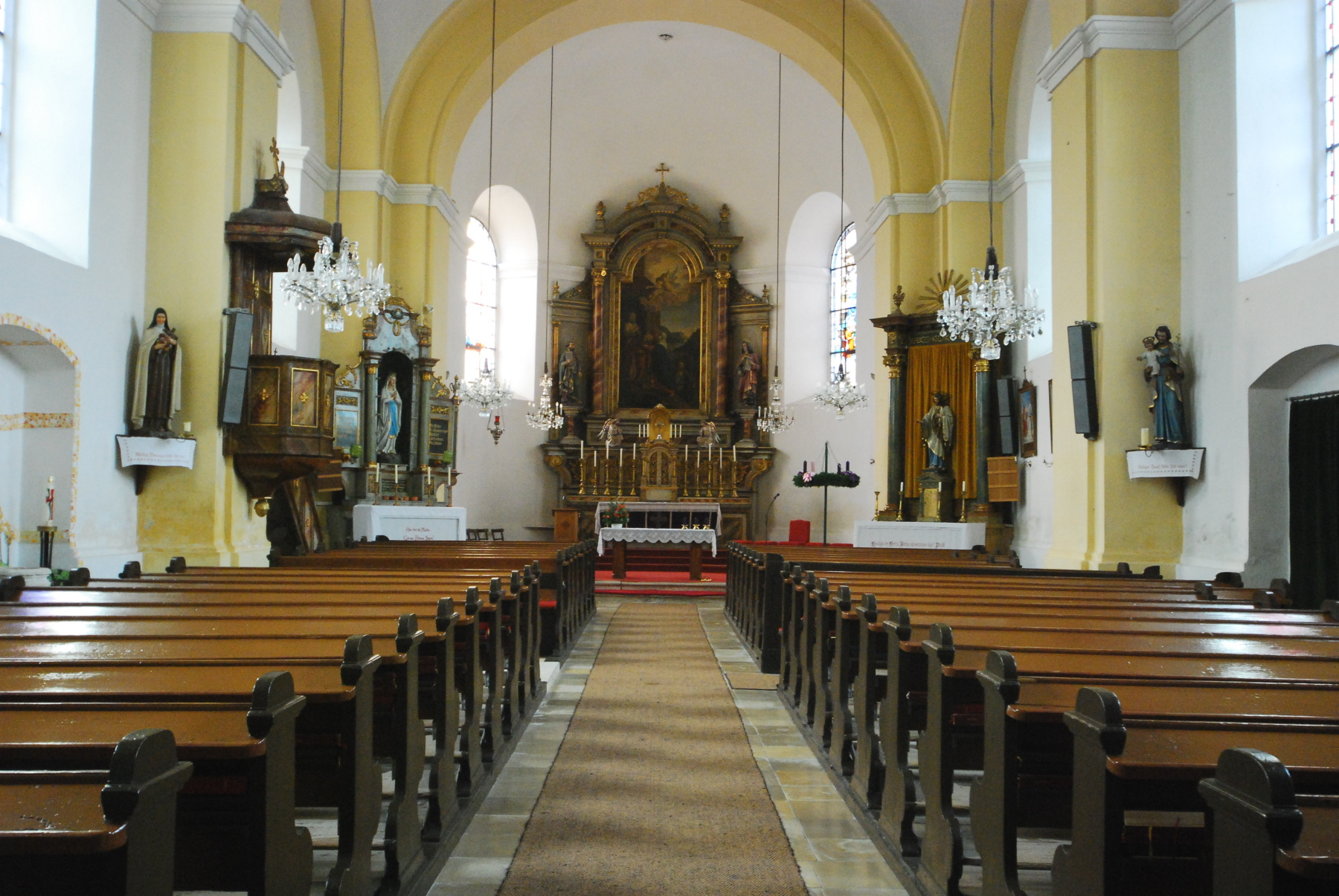
Im Langhaus zum Chor

Die Pfarrkirche Breitenwaida steht im Dorf Breitenwaida in der Stadtgemeinde Hollabrunn im Bezirk Hollabrunn in Niederösterreich. Die dem Fest Mariä Heimsuchung geweihte römisch-katholische Pfarrkirche gehört zum Dekanat Hollabrunn in der Erzdiözese Wien. Die Kirche steht unter Denkmalschutz (Listeneintrag).

## Geschichte
Urkundlich wurde eine Pfarre vor 1245 und 1783 genannt. Die neue Kirche des Dorfes wurde 1822/1823 nach den Plänen des Baumeisters Josef Reiminger erbaut.

## Architektur
Die klassizistische Saalkirche mit Rundbogenfenstern ist nach Westen orientiert. An das Langhaus schließt eine eingezogene Rundapsis an. Die östliche Fassadenfront mit einem Rechteckportal mit Verdachung auf Volutenkonsolen und darüber eine Blendnische trägt einen Flachgiebel. Der darüberliegende eingeschoßige Ostturm trägt eine flachkuppelige Dachhaube. Südlich angebaut unter einem Walmdach ist eine rechteckige Sakristei mit Flachdecke.
Das dreijochige Langhausinnere unter Platzlgewölben und seitlichen Rundbogennischen hat eine Gliederung mit Wandpfeilern mit vorgelegten Lisenen, welche in Gurten übergehen. Die vorschwingende Orgelempore steht auf kräftigen Säulen.
Die Glasmalereien in Langhaus und Chor entstanden im 20. Jahrhundert und zeigen die Heiligen Leonhard, Notburga, Anna lehrt Maria das Lesen, Florian, Sebastian, Leopold, Verkündigung, Heilige Familie.

## Ausstattung
Die Einrichtung in spätklassizistisch historistisch. Der spätklassizistische Hochaltar um 1822 zeigt das Altarblatt Mariä Heimsuchung (nazarenisch) und trägt die Seitenfiguren Lukas und Johannes.
Die Orgel baute 1900 Franz Josef Swoboda, die Orgel wurde 1975 umgebaut.

## Trivia
Als architektonische Schwesternkirche kann die in den Jahren 1826 bis 1828 errichtete Döblinger Pfarrkirche bezeichnet werden, die vom selben Baumeister geplant wurde.